# Уч-Булак (Джалал-Абадская область)
Уч-Булак (кирг. Үч-Булак) — село в Базар-Коргонском районе Джалал-Абадской области Кыргызстана. Входит в состав Талдуу-Булакского айылного аймака.

## География
Село расположено в юго-восточной части области, на левом берегу реки Ак-Терек (бассейн реки Кара-Ункюр), на расстоянии приблизительно 22 километров (по прямой) к северо-востоку от города Базар-Коргон, административного центра района.

## Население
Согласно оценочным данным Национального статистического комитета Кыргызской Республики, численность населения села на начало 2023 года составляла 2556 человек.
| год     | 2009 | 2014 | 2015 | 2020 | 2021 | 2023 |
| ------- | ---- | ---- | ---- | ---- | ---- | ---- |
| человек | 1822 | 2198 | 2154 | 2197 | 2476 | 2556 |